# Pavonia burchellii
Pavonia burchellii är en malvaväxtart som först beskrevs av Dc., och fick sitt nu gällande namn av William Turner Thiselton Dyer. Pavonia burchellii ingår i släktet påfågelsmalvor, och familjen malvaväxter. Inga underarter finns listade i Catalogue of Life.